# Gens Cossútia
La Gens Cossútia (en llatí Cossutii o Cossutia gens) va ser una família romana de rang eqüestre d'importància secundària.
Per una cita de Ciceró se suposa que la família era originària de la regió de Caesena a la Gàl·lia Cisalpina. A les monedes consta que van portar els cognoms Maridianus i Sabula.